# Chính sách thị thực Khối Schengen
Chính sách thị thực Khối Schengen được đặt ra bởi Liên minh Châu Âu và áp dụng với Khối Schengen và các quốc gia thành viên EU khác trừ các quốc gia chọn không tham gia như Ireland và Anh Quốc. Nếu ai đó không thuộc Liên minh Châu Âu, Khu vực kinh tế châu Âu (EEA) hoặc công dân Thụy Sĩ muốn đến Khối Schengen, Síp phải xin thị thực hoặc là công dân của các quốc gia được miễn thị thực.
Khối Schengen bao gồm 25 Quốc gia thành viên Liên minh Châu Âu và bốn quốc gia không phải thành viên nhưng là thành viên của EFTA: Iceland, Liechtenstein, Na Uy và Thụy Sĩ. Síp chưa phải là một phần của Khối Schengen nhưng họ có cùng chính sách thị thực với Khối Schengen.
Ireland và Anh Quốc chọn không tham gia chính sách thị thực của châu Âu và thay vào đó có chính sách thị thực riêng, cũng như một số vùng lãnh thổ hải ngoại của các quốc gia thành viên EEA.
Công dân Liên minh Châu Âu và Hiệp hội Mậu dịch tự do châu Âu (EFTA) không những được miễn thị thực mà còn được nhập cảnh và định cư một cách hợp pháp tại các quốc gia này. Tuy nhiên luật di chuyển tự do tại từng quốc gia có thể bị giới hạn trong một số trường hợp. như được nêu trong các Hiệp ước Liên minh Châu Âu.

## Đi lại tự do
Chỉ thị 2004/38/EC của Nghị viện Châu Âu và của Hội đồng ngày 29 tháng 4 năm 2004 công nhận quyền của Công dân Liên minh Châu Âu và các thành viên gia đình họ di chuyển và cư trú tự do trong vùng lãnh thổ của các quốc gia thành viên
định nghĩa quyền di chuyển tự do đối với công dân của Khu vực kinh tế châu Âu (EEA), nó bao gồm Liên minh Châu Âu (EU) và ba thành viên Hiệp hội mậu dịch tự do châu Âu (EFTA) Iceland, Na Uy và Liechtenstein. Thụy Sĩ, là thành viên của EFTA nhưng không phải EEA, không nằm trong chỉ thị này nhưng có một thỏa thuận song phương riêng về đi lại tự do với EU.
Công dân của tất cả các quốc gia thành viên EEA và Thụy Sĩ sở hữu hộ chiếu có hiệu lực, thẻ hộ chiếu, hoặc chứng minh nhân dân được áp dụng quyền tự do đi lại và có thể vào vùng lãnh thổ của nhau, định cư và làm việc mà không cần thị thực.
Nếu công dân EU/EEA/Thụy Sĩ không đưa ra được hộ chiếu có hiệu lực hoặc chứng minh nhân dân tại biên giới, họ phải cố gắng bằng mọi cơ hội hợp lý để có được giấy tờ hoặc nhờ người mang đến trong khoảng thời gian hợp lý hoặc chứng minh bằng các cách khác rằng họ có quyền đi lại tự do.
Tuy nhiên, các quốc gia thành viên EU, EEA và Thụy Sĩ có thể từ chối cho phép công dân các quốc gia EU, EEA hoặc Thụy Sĩ vào theo chính sách công cộng, an ninh công cộng hoặc lý do sức khỏe công cộng trong trường hợp người đó cho thấy "đe dọa nghiêm trong cho xã hội". Nếu người này đã đạt được cư trú vĩnh viễn tại quốc gia mà họ muốn vào (một trạng thái mà thường đạt được sau 5 năm định cư), quốc thành thành viên chỉ có thể trục xuất trong trường hợp lý do nghiêm trọng về chính sách cộng đồng và an ninh cộng đồng. Trong trường hợp người đó đã định cư 10 năm và đối với trẻ con, quốc gia thành viên chỉ có thể trục xuất họ với lý do cấp bách về an ninh cộng đồng (và trong trường hợp đứa trẻ, trục xuất là cần thiết trong trường hợp nó là tốt nhất đối với đứa trẻ, như được đưa ra trong Quy ước về Luật Trẻ em). Trục xuất về lý do sức khỏe cộng đồng phải liên quan đến bệnh với 'tiềm năng đại dịch' mà đã xảy ra ít hơn 3 tháng kể từ ngày người muốn nhập cảnh đến quốc gia họ muốn nhập cảnh.

## Miễn thị thực

Danh sách thị thực Khối Schengen.
Quốc gia thành viên Schengen
Các thành viên EU ngoài khối Schengen nhưng có cùng chính sách thị thực và các vùng lãnh thổ đặc biệt của các quốc gia thành viên EU. Các quốc gia này sẽ tham gia một cách hợp pháp Khối Schengen ngay khi họ đủ điều điện.
Miễn thị thực nhập cảnh các quốc gia Schengen 90 ngày trong khoảng thời gian 180 ngày, mặc dù một số quốc gia Phụ lục II có thể được miễn thị thực dài hơn trong một số trường hợp (EC 539/2001 Phụ lục II)
Yêu cầu thị thực để nhập cảnh các quốc gia Schengen (EC 539/2001 Phụ lục I)
Yêu cầu thị thực khi quá cảnh qua các quốc gia Schengen (EC 810/2009 Phụ lục IV)

Từ năm 2001, Liên minh Châu Âu đưa ra hai danh sách về thị đối với Khối Schengen: danh sách trắng gồm các quốc gia không cần thị thực (Phụ lục II) và một danh sách đen gồm các quốc gia cần thị thực (Phụ lục I). Hai danh sách này cũng được sử dụng bởi Bulgaria, Croatia, Síp và Romania, mặc dù bốn quốc gia này chưa phải là một phần của Khối Schengen.
Công dân quốc gia trong các mục sau có thể đến Khối Schengen, Bulgaria, Croatia, Síp, và Romania mà không cần thị thực:

### Theo luật
- Công dân Liên minh Châu Âu
- công dân của các quốc gia không thuộc EU mà thuộc Khu vực kinh tế châu Âu, gồm Iceland, Liechtenstein, và Na Uy
- công dân Thụy Sĩ

| Luật đối với công dân EU/EEA/CH |
| --- |
| Nếu công dân EU, EEA và Thụy Sĩ không cung cấp được hộ chiếu có hiệu lực hoặc chứng minh nhân dân tại biên giới, họ đưa ra các tài liệu hợp lý hoặc nhờ người mang đến trong khoảng thời gian thích hợp hoặc chứng minh bằng cách khác họ có quyền đi lại tự do. |

### Thành viên gia đình của công dân EU/EEA/Thụy Sĩ
| Luật đối với thành viên gia đình của công dân EU/EEA/Thụy Sĩ |
| --- |
| Mỗi người có thể vào cả Khối Schengen lên đến 90 ngày nếu họ: - có giấy tờ du hành có hiệu lực, và - sở hữu bộ thẻ cư trú chỉ rõ "thành viên gia dình của công dân EU" hoặc "thành viên gia đình của công dân EEA hoặc CH", và - cùng đi với một thành viên gia đình là công dân EU/EEA/Thụy Sĩ. Một thành viên gia đình của công dân EU/EEA/Thụy Sĩ thảo mãn các điều kiện trên có thể đến Bulgaria, Croatia, Síp và Romania và ở lại lên đến 90 ngày tại mỗi quốc gia. Theo lý thuyết, một thành viên gia đình của công dân EU/EEA/Thụy Sĩ mà không thỏa mãn các điều kiện trên không cần phải xin thị thực từ trước, mà thay vào đó chỉ cần xin thị thực tại cửa khẩu tại một điểm kiểm tra tại biên giới của một quốc gia Schengen, Bulgaria, Croatia, Síp hoặc Romania bằng cách chứng minh mối quan hệ gia đình. |

### Công dân của các quốc gia và vùng lãnh thổ 'Phụ lục II' (quốc gia được bãi bỏ thị thực)
Công dân sở hữu hộ chiếu phổ thông của 62 quốc gia và vùng lãnh thổ sau:
| - Albania - Andorra - Antigua và Barbuda - Argentina - Úc - Bahamas - Barbados - Bosna và Hercegovina - Brasil - Brunei - Canada - Chile - Colombia - Costa Rica - Dominica - El Salvador - Gruzia - Grenada - Guatemala - Honduras - Hồng Kông - Israel | - Nhật Bản - Kiribati - Macao - Macedonia - Malaysia - Quần đảo Marshall - Mauritius - México - Micronesia - Moldova - Monaco - Montenegro - New Zealand - Nicaragua - Palau - Panama - Paraguay - Peru - Saint Kitts và Nevis - Saint Lucia - Saint Vincent và Grenadines - Samoa | - San Marino - Serbia - Seychelles - Singapore - Quần đảo Solomon - Hàn Quốc - Đài Loan - Timor Leste - Tonga - Trinidad và Tobago - Tuvalu - Ukraina - Các Tiểu vương quốc Ả Rập Thống nhất - Hoa Kỳ - Uruguay - Vanuatu - Thành Vatican - Venezuela - Công dân Anh mà không phải công dân của · Vương quốc Anh |  |

| Ngày thay đổi thị thực |
| --- |
| Danh sách này không đầy đủ, bạn cũng có thể giúp mở rộng danh sách. - Công dân của các quốc gia sau chưa từng cần thị thực để đến khu vực Schengen, bây giờ là một phần của Khối Schengen: Áo, Cộng hòa Séc, Đan Mạch, Estonia, Phần Lan, Hungary, Iceland, Ý, Hy Lạp, Latvia, Liehtinshtein, Litva, Malta, Na Uy, Ba Lan, Slovakia, Slovenia, Thụy Điển, Thụy Sĩ - Người Andorra, Argentina, Bahamas, Brasil, Brunei, Canadia, Chile, Costa Rica, Croatia, Guatemala, El Salvador, Hàn Quốc, Hoa Kỳ, Honduras, Israel, Nhật Bản, Malaysian, Mexico, Monaco, New Zealand, Nicaraguan, Panamanian, Paraguay, San Marino, Singapore, Síp, Úc, Uruguay, Thành Vatican, Venezuela chưa từng cần phải xin thị thực để vào Khối Schengen - 2001: Bulgaria - 10 tháng 4 năm 2001: Hồng Kông, Macao - 1 tháng 1 năm 2002: Romania - 19 tháng 1 năm 2007: Công dân Anh (Hải ngoại) - 28 tháng 5 năm 2009: Antigua và Barbuda, Bahamas, Barbados, Mauritius, Saint Kitts và Nevis và Seychelles - 19 tháng 12 năm 2009: Macedonia, Montenegro và Serbia - 15 tháng 12 năm 2010: Albania, Bosnia và Herzegovina - 22 tháng 12 năm 2010: Đài Loan - 28 tháng 4 năm 2014: Moldova - 15 tháng 5 năm 2014: Tất cả công dân Anh - 6 tháng 5 năm 2015: Các Tiểu vương quốc Ả Rập Thống nhất - 26 tháng 5 năm 2015: Timor-Leste - 28 tháng 5 năm 2015: Dominica, Grenada, Samoa, Saint Lucia, Saint Vincent và Grenadines, Trinidad và Tobago, và Vanuatu - ngày 20 tháng 11 năm 2015: Tonga - 3 tháng 12 năm 2015: Colombia - 7 tháng 12 năm 2015: Palau - 15 tháng 3 năm 2016: Peru - 24 tháng 6 năm 2016: Kiribati - 28 tháng 6 năm 2016: Quần đảo Marshall - 1 tháng 7 năm 2016: Tuvalu - 20 tháng 9 năm 2016: Micronesia - 7 tháng 10 năm 2016: Quần đảo Solomon - 28 tháng 3 năm 2017: Gruzia - 11 tháng 6 năm 2017: Ukraina Đã hủy: - Bahamas (đã tiếp tục năm 2009), Belize, Bosnia and Herzegovina (đã tiếp tục năm 2010), Jamaica, Kenya, Malawi: 1999 - Colombia: 2001 (đã tiếp tục năm 2015) - Ecuador: 1 tháng 6 năm 2003 - Bolivia: 1 tháng 4 năm 2007 |

### Học sinh cư trú tại EU, EEA và Thụy Sĩ
| Luật đối với học sinh cư trú tại EU, EEA và Thụy Sĩ |
| --- |
| Một học sinh mà không phải công dân EU/EEA/Thụy Sĩ, nhưng cư trú hợp pháp tại EU, EEA hoặc thụy Sĩ, có thể vào Khối Schengen, Bulgaria, Croatia, Síp và/hoặc Romania mà không cần thị thực đối với chuyến đi ngắn hạn hoặc quá cảnh nếu: - họ đi với tư cách là một thành viên của một nhóm học sinh từ một trường giáo dục thông thường, và - nhóm này phải đi cùng với một giáo viên của trường, và - giáo viên có thể cung cấp một 'Danh sách người du hành' /quá cảnh. Mặc dù học sinh thỏa mãn các điều kiện trên được miễn thị thực để vào Khối Schengen, Bulgaria, Síp và/hoặc Romania, họ cần có một giấy tờ thông hành có hiệu lực. Tuy nhiên, họ được miễn mang giấy tờ thông hành nếu: - một tấm ảnh của anh/chị ấy cùng với bản 'Danh sách người du hành', và - chính quyền của quốc gia thành viên nơi anh/chị ấy cư trú chứng thực bản 'Danh sách người du hành' để chứng nhận trạng thái cư trú của anh/chị ấy và quyền được tái nhập cảnh. |

### Người sở hữu giấy phép giao thông biên giới địa phương
Hiện tại thỏa thuận giao thông biên giới địa phương tồn tại với Belarus (với Latvia từ năm 2011), Moldova (với Romania từ năm 2010), Nga (với Na Uy từ năm 2012, với Latvia từ năm 2013 và Ba Lan 2012-20161) và Ukraina (với Hungary và Slovakia từ năm 2008, Ba Lan từ năm 2009 và Romania từ năm 2015). Thỏa thuận giữa Croatia và Bosna và Hercegovina đang chờ thông qua nhưng được áp dụng thử nghiệm.
Notes
1. ^  Ba Lan ngưng thỏa thuận giao thông biên giới với Nga từ ngày 4 tháng 7 năm 2016.[37][38]

| Luật đối với người sở hữu giấy phép giao thông biên giới địa phương |
| --- |
| Các quốc gia Schengen được ủy quyền bởi luật EU regulation số 1931/2006 để đưa ra thảo thuận song phương với quốc gia thứ ba tiếp giáo với mình và đưa ra chính sách giao thông biên giới địa phương. Loại giấy phép này là một loại thị thực nhập cảnh nhiều lần dưới dạng một hình dán trên hộ chiếu hoặc một chiếc thẻ có tên người sở hữu và ảnh, cũng như một bản chứng nhận rằng người sở hữu của nó không được phép di chuyển ra khỏi vùng biên giới và lạm dụng nó sẽ bị phạt. Vùng biên giới có thể bao gồm quận hành chính trong vòng 30 km từ biên giới (và nếu qua giới hạn đó, có thể lên đến 50 km từ biên giới). Người xin giấy phép có thể đưa ra lý do hợp pháp để thường xuyên đi qua vùng biên giới dưới chế độ giao thông biên giới địa phương. Hiệu lực của giấy phép có thể lên đến năm năm. Người sở hữu giấy phép giao thông biên giới địa phương có thể ở lại lên đến 3 tháng mỗi lần họ vào vùng biên giới của quốc gia Schengen đã cấp giấy phép cho họ (giới hạn thời gian này hào phóng hơn nhiều giới hạn '90 ngày trong một quãng thời gian 180-ngày' thường được cấp cho công dân quốc gia thứ ba muốn ghe thăm khu vực Schengen). Một kế hoạch về giấy pheps giao thông biên giới địa phương đã được đưa ra tại Hungary, Ba Lan, Romania và Slovakia đối với công dân Ukrainia, đang được phát triển hoặc thỏa thuận tại Ba Lan và Litva về Belarus và Nga (khu vực Kaliningrad), cũng đang được phát triển tại vùng 30 km tại biên giới giữa Na Uy và Nga năm 2012. Xem Khối Schengen#giao thông biên giới địa phương tại biên giới. Cũng có xu hương cho phép ngày càng nhiều hơn thị thực nhập cảnh nhiều lần một năm với người Nga - đặc biệt bởi Phần Lan. Cũng có kế hoặc tại EU cho phép thị thực có hiệu lực lên đến 5 năm đối với người Nga, một phần là để giảm khối lượng công việc cho đại sứ quán. |

### Người sở hữu hộ chiếu không phổ thông
Các thỏa thuận song phương về thị thực của EU gần đây đã miễn yêu cầu thị thực với hộ chiếu không phổ thông của một số nước. Việc bãi bỏ thị thực này được áp dụng cho các quốc gia Schengen và các quốc gia đang xin vào Schengen (Bulgaria, Croatia, Síp và Romania):
- Armenia - miễn cho hộ chiếu ngoại giao[42] (trừ Đan Mạch và Iceland)
- Azerbaijan - miễn cho hộ chiếu ngoại giao[43] (trừ Đan Mạch và Iceland; hộ chiếu ngoại giao trắc sinh chỉ với Liechtenstein và Thụy Sĩ)
- Cape Verde - miễn cho hộ chiếu ngoại giao và công vụ[44] (trừ Đan Mạch, Iceland, Liechtenstein, Na Uy và Thụy Sĩ)
- Trung Quốc - miễn cho hộ chiếu ngoại giao[45] (trừ Na Uy)
- Nga - miễn cho hộ chiếu ngoại giao[46]

Công có chính sách chung cho thị thực đen hoặc quá cảnh đối với hộ chiếu ngoại giao và công vụ. Các quốc gia vẫn có chính sách riêng cho các loại hộ chiếu này.
Bãi bỏ thị thực duy trì riêng cho hộ chiếu ngoại giao và công vụ bởi từng quốc gia thành viên
- Áo: Azerbaijan, Bolivia, Côte d'Ivoire, Ecuador, Ai Cập, Indonesia, Maroc, Philippines, Nam Phi, Thái Lan, Tunisia, Thổ Nhĩ Kỳ và chỉ hộ chiếu ngoại giao của Belize, Jamaica, Maldives, Pakistan và Mệnh lệnh Quân sự Tối cao của Malta.[52]
- Bỉ: Bolivia, Ecuador, Ai Cập, Indonesia, Malawi, Morocco, Nam Phi, Thái Lan, Tunisia, Thổ Nhĩ Kỳ và chỉ hộ chiếu ngoại giao của Chad, Jamaica, Pakistan và Senegal.[53]
- Cộng hòa Séc: Bolivia, Ai Cập, Indonesia,[54] Laos, Morocco, Pakistan, Nam Phi, Thái Lan, Tunisia, Thổ Nhĩ Kỳ và chỉ hộ chiếu ngoại giao của Jordan, Kazakhstan, Kuwait, Mông Cổ, Mệnh lệnh Quân sự Tối cao của Malta, Việt Nam và Yemen.[55]
- Đan Mạch: Bolivia, Ai Cập, Morocco, Pakistan, Philippines, Thái Lan, Thổ Nhĩ Kỳ và chỉ hộ chiếu ngoại giao của Ấn Độ, Kazakhstan và Tunisia.[56]
- Estonia: Bolivia, Morocco, Philippines, Thổ Nhĩ Kỳ và chỉ hộ chiếu ngoại giao của Jordan, Kazakhstan, Kuwait, Kyrgyzstan, Mông Cổ, Thái Lan, Tunisia, Turkmenistan, Uzbekistan and Việt Nam.[57]
- Phần Lan: Bolivia, Pakistan, Philippines, Thái Lan, Thổ Nhĩ Kỳ và chỉ hộ chiếu ngoại giao của Kazakhstan, Morocco và Tunisia.[58]
- Pháp: Algeria, Angola, Bahrain, Bolivia, Dominican Republic, Ecuador, Gabon, Indonesia, Kuwait, Morocco, Oman, Qatar, Saudi Arabia, Nam Phi, Tunisia, Thổ Nhĩ Kỳ, Hoa Kỳ (miễn là không phải đi làm nhiệm vụ) và chỉ hộ chiếu ngoại giao của Belize, Benin (chỉ hộ chiếu trắc sinh), Cộng hòa Congo (chỉ hộ chiếu trắc sinh), Ấn Độ, Jordan, Kazakhstan, Kyrgyzstan, Mông Cổ, Namibia, Senegal, Thái Lan và Việt Nam.[59]
- Đức: Bolivia, Chad, Ecuador, Ghana, Philippines, Qatar (chỉ với hộ chiếu trắc sinh), Thái Lan, Thổ Nhĩ Kỳ và chỉ hộ chiếu ngoại giao của Algeria, Gabon (chỉ với hộ chiếu trắc sinh), Ấn Độ, Jamaica, Kazakhstan, Kenya, Malawi, Mông Cổ (chỉ với hộ chiếu trắc sinh), Morocco, Namibia, Pakistan, Nam Phi, Tunisia.[60]
- Hy Lạp: Algeria, Bolivia, Ai Cập, Kuwait, Morocco, Philippines, Nam Phi, Tunisia, Thổ Nhĩ Kỳ, Zimbabwe và chỉ hộ chiếu ngoại giao của Ấn Độ, Iran, Jordan and Kazakhstan.[61][62]
- Hungary: Azerbaijan, Belarus, Cambodia, Trung Quốc, Cuba, Ecuador, Ấn Độ, Indonesia, Kazakhstan, Kuwait, Kyrgyzstan, Lào, Mông Cổ, Morocco, Philippines, Nga, Nam Phi, Sovereign Military Order of Malta, Tajikistan, Thái Lan, Tunisia, Thổ Nhĩ Kỳ, Turkmenistan, Việt Nam và chỉ hộ chiếu ngoại giao của Algeria, Egypt, Iran, Lebanon, Swaziland, Uzbekistan và Yemen.[63]
- Ý: Algeria, Angola, Azerbaijan, Benin, Bolivia, Botswana, Burkina Faso, Cameroon, Dominican Republic, Ecuador, Ai Cập, Gambia, Guyana, Indonesia, Kuwait, Lesotho, Mauritania, Morocco, Niger, Oman, Philippines, Qatar, Nam Phi, Sovereign Military Order of Malta, Swaziland, Thái Lan, Togo, Tunisia, Thổ Nhĩ Kỳ, Uganda và chỉ hộ chiếu ngoại giao của Jordan, Kazakhstan, Kyrgyzstan, Mông Cổ, Mozambique, Senegal và Việt Nam.[64]
- Latvia: Mông Cổ, Thổ Nhĩ Kỳ và chỉ hộ chiếu ngoại giao của Uzbekistan.[65]
- Litva: Trung Quốc, Indonesia, Oman, Philippines, Thổ Nhĩ Kỳ và chỉ hộ chiếu ngoại giao của Ấn Độ, Jordan, Kazakhstan và Morocco.[66]
- Luxembourg: Bolivia, Ecuador, Indonesia, Malawi, Morocco, Nam Phi, Thái Lan, Tunisia, Thổ Nhĩ Kỳ và chỉ hộ chiếu ngoại giao của Chad, Jamaica, Pakistan và Senegal.[67]
- Malta: Algeria, Trung Quốc, Ai Cập, Kuwait, Tunisia, Thổ Nhĩ Kỳ và chỉ hộ chiếu ngoại giao của Angola, Bahrain, Belarus, Belize, Campuchia, Cuba, Ecuador, Gambia, Ghana, Guinea, Guyana, Ấn Độ, Indonesia, Iran, Jamaica, Jordan, Kazakhstan, Kenya, Kyrgyzstan, Liban, Lesotho, Maldives, Mali, Mauritania, Mông Cổ, Morocco, Namibia, Nepal, Nigeria, Oman, Pakistan, Philippines, Qatar, Ả Rập Saudi, Senegal, Sierra Leone, Mệnh lệnh Quân sự Tối cao của Malta, Nam Phi, Sri Lanka, Sudan, Swaziland, Syria, Thái Lan, Turkmenistan, Uganda, Uzbekistan, Việt Nam, Yemen và Zambia.[68]
- Hà Lan: Cuba (có điều kiện), Bolivia, Ecuador, Indonesia, Malawi, Morocco, Nam Phi, Thái Lan, Tunisia, Thổ Nhĩ Kỳ và chỉ hộ chiếu ngoại giao của Chad, Jamaica, Pakistan và Senegal.[69]
- Ba Lan: Benin, Ecuador, Indonesia, Mông Cổ, Morocco, Philippines, Nam Phi, Thái Lan, Tunisia, Thổ Nhĩ Kỳ và chỉ hộ chiếu ngoại giao của Belarus, Ấn Độ, Iran, Kazakhstan, Kyrgyzstan, Lào, Sovereign Military Order of Malta, Uzbekistan và Việt Nam.[70]
- Bồ Đào Nha: Algeria, Angola, Azerbaijan, Bolivia, Ecuador, Ai Cập, Indonesia, Kuwait, Morocco, Mozambique, Oman, Qatar, São Tomé và Príncipe, Nam Phi, Tunisia, Thổ Nhĩ Kỳ và chỉ hộ chiếu ngoại giao của Cộng hòa Dân chủ Congo, Kazakhstan và Senegal.[71]
- Slovakia: Algeria, Azerbaijan, Belarus, Bolivia, Campuchia, Trung Quốc, Ai Cập, Indonesia, Jordan, Kazakhstan, Lào, Mông Cổ, Morocco, Pakistan, Philippines, Nga, Nam Phi, Mệnh lệnh Quân sự Tối cao của Malta, Thái Lan, Tunisia, Thổ Nhĩ Kỳ, Turkmenistan, Yemen và chỉ hộ chiếu ngoại giao của Cuba, Kyrgyzstan, Uzbekistan và Việt Nam.[72]
- Slovenia: Bolivia, Trung Quốc, Cuba, Ai Cập, Indonesia, Morocco, Philippines, Thái Lan, Tunisia, Thổ Nhĩ Kỳ, Việt Nam và chỉ hộ chiếu ngoại giao của Ecuador, Ấn Độ, Jamaica, Kazakhstan và Maldives.[73]
- Tây Ban Nha: Algeria, Bolivia, Ecuador, Ai Cập, Morocco, Philippines, Tunisia, Thổ Nhĩ Kỳ, Hoa Kỳ (chỉ với mục đích du lịch) và chỉ hộ chiếu ngoại giao của Jordan, Kazakhstan, Kuwait, Mauritania, Senegal, Nam Phi, Thái Lan và Việt Nam.[74]
- Thụy Điển: Bolivia, Philippines, Thái Lan, Thổ Nhĩ Kỳ và chỉ với hộ chiếu ngoại giao của Ấn Độ, Morocco và Tunisia.[75]

Các quốc gia ngoài khu vực Schengen
- Bulgaria: Azerbaijan, Trung Quốc, Ấn Độ, Indonesia, Iran, Kazakhstan, Kuwait, Mông Cổ, Morocco, Triều Tiên, Qatar, Nga, Nam Phi, Tunisia, Thổ Nhĩ Kỳ, Turkmenistan, Venezuela và Việt Nam.[76]
- Croatia: Azerbaijan, Bolivia, Trung Quốc, Cuba, Ai Cập, Ấn Độ, Indonesia, Iran, Kazakhstan, Kosovo, Mông Cổ, Morocco, Oman, Philippines, Nga, Nam Phi, Thái Lan, Tunisia, Thổ Nhĩ Kỳ, Việt Nam và chỉ hộ chiếu ngoại giao của Algeria, Jordan và Qatar.[77]
- Síp: Trung Quốc, Cuba, Ai Cập, Ấn Độ, Iran, Kazakhstan, Kuwait, Liban, Mông Cổ, Nga, Syria, Việt Nam và chỉ hộ chiếu ngoại giao của Jordan, Pakistan, Philippines, Qatar, Thái Lan và Tunisia.[78]
- Romania: Azerbaijan, Belarus, Bolivia, Cộng hòa Trung Phi, Trung Quốc, Cộng hòa Congo, Cuba, Ecuador, Ghana, Guinea, Indonesia, Kazakhstan, Kuwait, Kyrgyzstan, Mauritania, Mông Cổ, Morocco, Pakistan, Philippines, Qatar, Nga, São Tomé và Príncipe, Senegal, Sierra Leone, Nam Phi, Tajikistan, Tanzania, Thái Lan, Tunisia, Thổ Nhĩ Kỳ, Turkmenistan, Việt Nam, Zambia và chỉ hộ chiếu ngoại giao của Algeria, Ấn Độ, Iran, Jordan và Uzbekistan.[79]

Các quốc gia Schengen khác
- Iceland: Pakistan, Nam Phivà Thổ Nhĩ Kỳ.[80]
- Liechtenstein: Algeria, Angola, Azerbaijan (chỉ với hộ chiếu trắc sinh), Benin, Bhutan, Bolivia, Cameroon, Cuba, Cộng hòa Dominican, Ecuador, Guyana, Indonesia, Jamaica, Kuwait, Laos, Morocco, Namibia, Oman, Philippines, Qatar, Nam Phi, Thái Lan, Tunisia, Thổ Nhĩ Kỳ và hộ chiếu ngoại giao của Kazakhstan, Iran và Việt Nam.[81]
- Na Uy: Bolivia, Indonesia, Maroc, Pakistan, Philippines, Nam Phi, Thái Lan, Thổ Nhĩ Kỳ và chỉ hộ chiếu ngoại giao của Ấn Độ và Tunisia.[82]
- Thụy Sĩ: Algeria, Angola, Azerbaijan (chỉ hộ chiếu trắc sinh), Benin, Bhutan, Bolivia, Cameroon, Cuba, Cộng hòa Dominican, Ecuador, Guyana, Indonesia, Jamaica, Kuwait, Lào, Morocco, Namibia, Oman, Philippines, Qatar, Nam Phi, Thái Lan, Tunisia, Thổ Nhĩ Kỳ và chỉ hộ chiếu ngoại giao của Trung Quốc, Ấn Độ, Iran, Kazakhstan và Việt Nam.[83]

Mặc dù một số quốc gia có hiệu chiếu phổ thông được miễn thị thực, hộ chiếu ngoại giao và công vụ của Úc vẫn phải xin thị thực để vào Bulgaria Síp, tương tự như hộ chiếu ngoại giao và công vụ của Israel để vào Síp và hộ chiếu ngoại giao và công vụ Mexico để vào Síp và Iceland và đối với hộ chiếu ngoại giao và công vụ của Mỹ để vào Bulgaria, Síp, Pháp, Hy Lạp và Tây Ban Nha.

## Xin thị thực
Thị thực Schengen có thể được cấp bởi bất cứ quốc gia nào trong khu vực Schengen. Du khách phải xin tại đại sứ quan quốc gia mà họ sẽ đến. Trong trường hợp du khách đến nhiều quốc gia tại khối Schengen, du khách phải xin tại đại sứ quán của quốc gia chính. Nếu không xác định được đâu là quốc gia chính của chuyến đi, du khách nên xin tại đại sứ quán của quốc gia đầu tiên họ nhập cảnh. Thường thì có một số nhà cung cấp dịch vụ bên ngoài có hợp đồng với một số phái vụ ngoại giao để xử lí, thu thập và trả lại thị thực.
Không được xin thị thực Schengen quá ba tháng trước ngày vào Khối Schengen. Đại sứ quán của tất cả các nước có thể yêu cầu người xin thị thực cung cấp xác minh trắc sinh (mười vân tay và một ảnh kỹ thuật số) như một phần của quá trình xin thị thực mà sẽ được lưu trong Hệ thống thông tin thị thực (VIS). Xác minh trắc sinh không yêu cầu với trẻ dưới 12 tuổi. Du khách phải tự đến xin và sẽ được phỏng vấn bởi một nhân viên lãnh sứ quán. Trong trường hợp quá trình xin được chấp nhận và không có vấn đề gì, một quyết định sẽ được đưa ra trong vòng 15 ngày từ khi đơn xin được nhận.
Một thị thực Schengen có hiệu lực đối với khu vực Schengen. Đối với người cần thị thực Bulgaria, Croatia, Síp và/hoặc Romania, một thị thực riêng biệt phải được xin cho mỗi quốc gia. Lưu ý rằng người sở hữu thị thực Schengen có thể vào Bulgaria, Croatia và Romania đến đến 90 ngày trong một quãng thời gian 180-ngày trong khoảng thời gian thị thực Schengen có hiệu lực mà không cần phải xin thị thực lần lượt cho mỗi quốc gia. Tuy nhiên, người sở hữu thị thực Bulgaria, Croatia, Síp hoặc Romania phải xin thị thực Schengen để vào Khối Schengen. Bulgaria ngoài ra công nhận thị thực ở lại ngắn hạn hoặc quá cảnh được cấp bởi Croatia, Síp và Romania.

### Tại biên giới
Trong các trường hợp đặc biệt, thị thực nhập cảnh Schengen một lần có hiệu lực lên đến 15 ngày có thể được cấp tại cửa khẩu biên giới. Loại thị thực này dành trong người có thể chứng minh rằng họ không thể xin thị thực từ trước do giới hạn thời gian xảy ra vì lí do 'không lường trước được' và 'bắt buộc' miễn là họ thỏa mãn các tiêu chuẩn thông thường để được cấp thị thực Schengen. Tuy nhiên, nếu người xin thị thực Schengen tại biên giới thuộc loại người cần hỏi ý kiến nhiều hơn một quốc gia Schengen, họ chỉ được cấp thị thực tại biên giới trong người hợp đặc biệt với lý do nhân đạo, trong quy mô cấp quốc gia hoặc quốc tế (như là cái chết hoặc bệnh nặng bất ngờ của một người họ hàng gần hoặc một người thân thiết khác). Năm 2014, hơn 122.000 thị thực Schengen được cấp cho du khách tại cửa khẩu biên giới. Người dùng cách này để vào khu vực Schengen có thể gặp rắc rối với hãng hàng không do trách nhiệm của hãng hàng không, luật mà sẽ phạt hãng hàng không chứa khách không có giấy tờ thích hợp.

### Giấy tờ thông hành không được công nhận
Vì các giấy tờ thông hành sau không được công nhận bởi bất cứ quốc gia Schengen nào, Bulgaria, Croatia, Síp và Romania, thị thực không được chứng thực trong giấy tờ thông thành.
- Hộ chiếu Bắc Síp[49]
- Hộ chiếu Sahraw[49]
- Hộ chiếu camouflage và hộ chiếu ảo tưởng[Note 3]

Ngoài ra, các đối tượng sau không được công nhận là quốc gia độc lập bởi bất cứ quốc gia Schengen, Bulgaria, Croatia, Síp hay Romania. Vì vật, hộ chiếu được cấp bởi các đối tượng sau không được công nhận là giấy tờ thông thành có hiệu lực bởi bất cứ quốc gia Schengen nào, Bulgaria, Croatia, Síp hay Romania, và thị thực sẽ không được cấp cho hộ chiếu đó.
- Hộ chiếu Abkhazia
- Hộ chiếu Nagorno-Karabakh
- Hộ chiếu Somaliland (Được công nhận bởi Pháp và Bỉ[92])
- Hộ chiếu Nam Ossetia
- Hộ chiếu Transnistria

### Thống kê
Hầu hết thị thực được xin từ các quốc gia sau:
2016
| Thống kê (trên 100.000 lượt xin)     | Thống kê (trên 100.000 lượt xin) | Thống kê (trên 100.000 lượt xin) | Thống kê (trên 100.000 lượt xin)   |
| Lượt xin từ                          | Số lượng thị thực                | Tỷ lệ từ chối                    | Tỷ lệ thị thực nhập cảnh nhiều lần |
| ------------------------------------ | -------------------------------- | -------------------------------- | ---------------------------------- |
| Nga                                  | 3.134.413                        | 1,2%                             | 80,6%                              |
| Trung Quốc                           | 2.110.103                        | 3,1%                             | 33,9%                              |
| Ukraina                              | 1.363.347                        | 3,2%                             | 59,9%                              |
| Thổ Nhĩ Kỳ                           | 890.776                          | 4,4%                             | 75,8%                              |
| Ấn Độ                                | 724.110                          | 8,2%                             | 57,4%                              |
| Belarus                              | 693.395                          | 0,3%                             | 80,3%                              |
| Algeria                              | 507.185                          | 27,7%                            | 41,9%                              |
| Maroc                                | 466.516                          | 13,1%                            | 43,2%                              |
| Ả Rập Saudi                          | 325.600                          | 3,5%                             | 88,8%                              |
| Thái Lan                             | 268.551                          | 3,2%                             | 42,0%                              |
| Người cư trú tại Anh Quốc            | 245.070                          | 2,0%                             | 54,0%                              |
| Iran                                 | 190.429                          | 12,5%                            | 28,4%                              |
| Các Tiểu vương quốc Ả Rập Thống nhất | 172.822                          | 12,1%                            | 57,9%                              |
| Indonesia                            | 172.045                          | 1,1%                             | 54,0%                              |
| Tunisia                              | 168.267                          | 14,5%                            | 45,3%                              |
| Nam Phi                              | 165.880                          | 1,7%                             | 78,1%                              |
| Kuwait                               | 164.861                          | 3,4%                             | 94,1%                              |
| Ai Cập                               | 160.035                          | 13,4%                            | 47,4%                              |
| Philippines                          | 135.533                          | 7,0%                             | 55,6%                              |
| Liban                                | 126.315                          | 7,5%                             | 53,2%                              |
| Hoa Kỳ                               | 121.777                          | 0,9%                             | 51,9%                              |
| Kazakhstan                           | 121.488                          | 2,5%                             | 24,7%                              |
| Tổng                                 | 13.937.767                       | 6,9%                             | 58,7%                              |

| Chia theo quốc gia cấp | Chia theo quốc gia cấp | Chia theo quốc gia cấp     | Chia theo quốc gia cấp |
| Quốc gia cấp           | Số lượng đơn xin       | Số lượng thị thực được cấp | Tỷ lệ từ chối          |
| ---------------------- | ---------------------- | -------------------------- | ---------------------- |
| Áo                     | 268.388                | 257.401                    | 3,0%                   |
| Ba Lan                 | 1.096.465              | 1.062.896                  | 2,9%                   |
| Bỉ                     | 219.687                | 179.357                    | 15,3%                  |
| Bồ Đào Nha             | 204.596                | 176.985                    | 13,1%                  |
| Cộng hòa Séc           | 489.920                | 469.453                    | 3,9%                   |
| Đan Mạch               | 145.143                | 133.702                    | 5,7%                   |
| Estonia                | 122.872                | 121.073                    | 1,4%                   |
| Đức                    | 2.004.235              | 1.853.655                  | 6,1%                   |
| Hà Lan                 | 558.101                | 498.163                    | 8,7%                   |
| Hungary                | 295.226                | 284.586                    | 3,5%                   |
| Hy Lạp                 | 986.032                | 949.399                    | 2,8%                   |
| Iceland                | 5.771                  | 5.735                      | 0,2%                   |
| Latvia                 | 165.814                | 163.372                    | 1,4%                   |
| Litva                  | 421.143                | 414.974                    | 1,1%                   |
| Luxembourg             | 9.902                  | 9.617                      | 2,5%                   |
| Malta                  | 27.767                 | 21.208                     | 21,1%                  |
| Na Uy                  | 188.737                | 177.022                    | 4,9%                   |
| Pháp                   | 3.265.919              | 2.839.453                  | 11,1%                  |
| Phần Lan               | 550.046                | 539.127                    | 1,5%                   |
| Slovakia               | 62.472                 | 60.834                     | 2,2%                   |
| Slovenia               | 25.876                 | 21.153                     | 6,7%                   |
| Tây Ban Nha            | 1.583.848              | 1.424.761                  | 8,1%                   |
| Thụy Điển              | 227.005                | 193.258                    | 9,8%                   |
| Thụy Sĩ                | 460.653                | 404.376                    | 7,0%                   |
| Ý                      | 1.806.938              | 1.676.207                  | 7,0%                   |
| Tổng                   | 15.192.556             | 13.937.767                 | 6,9%                   |

### Thỏa thuận đơn giản hóa thị thực
EU đã đưa ra thỏa thuận đơn giản hóa thị thực mà cho phép các thủ tục được đơn giản hóa để cấp thị thực cho cả công dân EU và công dân của các quốc gia đối tác. Các thủ tục được đơn giản hóa bao gồm thời gian xử lý thị thực ngắn hơn, giảm phí hoặc miễn phí xử lý thị thực, giảm danh sách giấy tờ yêu cầu. Thỏa thuận này có hiệu lực với các quốc gia sau:
| Quốc gia             | Có hiệu lực từ |
| -------------------- | -------------- |
| Albania              | 2008           |
| Armenia              | 2014           |
| Azerbaijan           | 2014           |
| Bosna và Hercegovina | 2008           |
| Cape Verde           | 2014           |
| Macedonia            | 2008           |
| Gruzia               | 2011           |
| Moldova              | 2013           |
| Montenegro           | 2008           |
| Serbia               | 2008           |
| Nga                  | 2007           |
| Ukraina              | 2013           |

Các thỏa thuận này được kết hợp với thỏa thuận cho phép lại mà cho phép sự trở lại của người định cư không thường xuyên tại EU.

## Miễn thị thực ở lại có liên quan đến các hoạt động được trả tiền tại Khối Schengen
Đưới đây là bảng các quốc gia Schengen mà cho phép công dân của các quốc gia và vùng lãnh thổ Phụ lục II miễn thị thực 90 ngày và ở lại với ý định làm việc trong khoảng thời gian đó. Tuy nhiên, một số quốc gia Schengen có thể yêu cầu công dân của quốc gia Phụ lục hai II xin giấy phép làm việc (từ trước hoặc tại cửa khẩu).
Bảng sau bao gồm Bulgaria, Croatia và Romania (những nước cũng áp dụng danh sách thị thực của Khối Schengen), nhưng không tính những nước không cho phép công dân của bất cứ quốc gia Phụ lục II nào làm việc khi ở đây, bao gồm: Áo, Síp, Cộng hòa Séc, Estonia, Phần Lan, Ý, Latvia, Liechtenstein, Bồ Đào Nha và Tây Ban Nha.
| Quốc tịch                              | Bỉ | Bulgaria | Croatia | Đan Mạch | Pháp  | Đức   | Hy Lạp | Hungary | Iceland | Litva | Luxembourg | Malta | Hà Lan | Na Uy | Ba Lan | România | Slovakia | Slovenia | Thụy Điển | Thụy Sĩ |
| -------------------------------------- | -- | -------- | ------- | -------- | ----- | ----- | ------ | ------- | ------- | ----- | ---------- | ----- | ------ | ----- | ------ | ------- | -------- | -------- | --------- | ------- |
| Albania                                | —  | —        | —       | —        | —     | —     | —      | —       | —       | —     | —          | —     | —      | —     | —      | —       | —        | —        | —         | Không   |
| Andorra                                | Có | Có       | Có      | Có       | Có    | Không | Không  | Không   | Có      | Có    | Có         | Có    | Có     | Có    | Có     | Không   | Không    | Có       | Có        | Có      |
| Antigua và Barbuda                     | Có | Có       | Có      | Có       | Có    | Không | Có     | Có      | Không   | Có    | Không      | Có    | Có     | Không | Có     | Không   | Có       | Có       | Có        | Không   |
| Argentina                              | Có | Có       | Có      | Có       | Có    | Không | Không  | Không   | Có      | Có    | Có         | Có    | Có     | Có    | Có     | Không   | Không    | Có       | Có        | Không   |
| Úc                                     | Có | Có       | Có      | Có       | Không | Có    | Không  | Không   | Có      | Có    | Có         | Có    | Có     | Có    | Có     | Không   | Không    | Có       | Có        | Không   |
| Bahamas                                | Có | Không    | Có      | Có       | Có    | Không | Có     | Không   | Không   | Có    | Không      | Có    | Có     | Không | Có     | Không   | Có       | Có       | Có        | Không   |
| Barbados                               | Có | Không    | Có      | Có       | Có    | Không | Có     | Không   | Không   | Có    | Không      | Có    | Có     | Không | Có     | Không   | Có       | Có       | Có        | Không   |
| Bosna và Hercegovina                   | Có | —        | —       | —        | —     | —     | —      | —       | —       | —     | Có         | —     | Có     | —     | —      | —       | —        | —        | —         | Không   |
| Brazil                                 | Có | Có       | Có      | Có       | Không | Không | Không  | Không   | Có      | Có    | Có         | Có    | Có     | Có    | Có     | Không   | Không    | Có       | Có        | Không   |
| Brunei                                 | Có | Có       | Có      | Có       | Không | Không | Không  | Không   | Có      | Có    | Có         | Có    | Có     | Có    | Có     | Không   | Không    | Có       | Có        | Có      |
| Canada                                 | Có | Có       | Có      | Có       | Không | Có    | Không  | Không   | Có      | Có    | Có         | Có    | Có     | Có    | Có     | Có      | Không    | Có       | Có        | Không   |
| Chile                                  | Có | Có       | Có      | Có       | Có    | Không | Không  | Không   | Có      | Có    | Có         | Có    | Có     | Có    | Có     | Không   | Không    | Có       | Có        | Không   |
| Colombia                               | Có | —        | —       | —        | —     | —     | —      | —       | —       | Có    | Có         | —     | Có     | —     | —      | —       | —        | —        | —         | Không   |
| Costa Rica                             | Có | Có       | Có      | Có       | Có    | Không | Không  | Không   | Có      | Có    | Có         | Có    | Có     | Có    | Có     | Không   | Không    | Có       | Có        | Không   |
| Dominica                               | Có | —        | —       | —        | —     | —     | —      | —       | —       | Có    | Có         | —     | Có     | —     | —      | —       | —        | —        | —         | Không   |
| Đông Timor                             | Có | Có       | Có      | Có       | Không | Không | Không  | Không   | Có      | Có    | Có         | Có    | Có     | Có    | Có     | Không   | Không    | Có       | Có        | Có      |
| El Salvador                            | Có | Có       | Có      | Có       | Có    | Không | Không  | Không   | Có      | Có    | Có         | Có    | Có     | Có    | Có     | Không   | Không    | Có       | Có        | Không   |
| Gruzia                                 | —  | —        | —       | —        | —     | —     | —      | —       | —       | —     | —          | —     | —      | —     | —      | —       | —        | —        | —         | —       |
| Grenada                                | Có | —        | —       | —        | —     | —     | —      | —       | —       | Có    | Có         | —     | Có     | —     | —      | —       | —        | —        | —         | Không   |
| Guatemala                              | Có | Có       | Có      | Có       | Có    | Không | Không  | Không   | Có      | Có    | Có         | Có    | Có     | Có    | Có     | Không   | Không    | Có       | Có        | Không   |
| Honduras                               | Có | Có       | Có      | Có       | Có    | Không | Không  | Không   | Có      | Có    | Có         | Có    | Có     | Có    | Có     | Không   | Không    | Có       | Có        | Không   |
| Hồng Kông                              | Có | Có       | Có      | Có       | Không | Không | Không  | Không   | Có      | Có    | Có         | Có    | Có     | Có    | Không  | Không   | Không    | Có       | Có        | Không   |
| Israel                                 | Có | Có       | Có      | Có       | Có    | Có    | Không  | Không   | Có      | Có    | Có         | Có    | Có     | Có    | Có     | Không   | Không    | Có       | Có        | Không   |
| Nhật Bản                               | Có | Có       | Có      | Có       | Không | Có    | Không  | Không   | Có      | Có    | Có         | Có    | Có     | Có    | Có     | Có      | Không    | Có       | Có        | Có      |
| Kiribati                               | —  | —        | —       | —        | —     | —     | —      | —       | —       | —     | —          | —     | —      | —     | —      | —       | —        | —        | —         | —       |
| Macao                                  | Có | Có       | Có      | Có       | Không | Không | Không  | Không   | Có      | Có    | Có         | Có    | Có     | Có    | Không  | Không   | Không    | Có       | Có        | Không   |
| Macedonia                              | Có | —        | —       | —        | —     | —     | —      | —       | —       | Có    | Có         | —     | Có     | —     | —      | —       | —        | —        | —         | Không   |
| Malaysia                               | Có | Có       | Có      | Có       | Có    | Không | Không  | Không   | Có      | Có    | Có         | Có    | Có     | Có    | Có     | Không   | Không    | Có       | Có        | Có      |
| Quần đảo Marshall                      | —  | —        | —       | —        | —     | —     | —      | —       | —       | —     | —          | —     | —      | —     | —      | —       | —        | —        | —         | —       |
| Mauritius                              | Có | Không    | Có      | Có       | Có    | Không | Có     | Không   | Không   | Có    | Không      | Có    | Có     | Không | Có     | Không   | Có       | Có       | Có        | Không   |
| Mexico                                 | Có | Có       | Có      | Có       | Không | Không | Không  | Không   | Có      | Có    | Có         | Có    | Có     | Có    | Có     | Không   | Không    | Có       | Có        | Không   |
| Micronesia                             | —  | —        | —       | —        | —     | —     | —      | —       | —       | —     | —          | —     | —      | —     | —      | —       | —        | —        | —         | —       |
| Moldova                                | Có | —        | —       | —        | —     | —     | —      | —       | —       | Có    | Có         | —     | Có     | —     | —      | —       | —        | —        | —         | Không   |
| Monaco                                 | Có | Có       | Có      | Có       | Có    | Không | Không  | Không   | Có      | Có    | Có         | Có    | Có     | Có    | Có     | Không   | Không    | Có       | Có        | Không   |
| Montenegro                             | Có | —        | —       | —        | —     | —     | —      | —       | —       | Có    | Có         | —     | Có     | —     | —      | —       | —        | —        | —         | Không   |
| New Zealand                            | Có | Có       | Có      | Có       | Có    | Có    | Không  | Không   | Có      | Có    | Có         | Có    | Có     | Có    | Có     | Không   | Không    | Có       | Có        | Có      |
| Nicaragua                              | Có | Có       | Có      | Có       | Có    | Không | Không  | Không   | Có      | Có    | Có         | Có    | Có     | Có    | Có     | Không   | Không    | Có       | Có        | Không   |
| Palau                                  | Có | —        | —       | —        | —     | —     | —      | —       | —       | Có    | Có         | —     | Có     | —     | —      | —       | —        | —        | —         | Không   |
| Panama                                 | Có | Có       | Có      | Có       | Có    | Không | Không  | Không   | Có      | Có    | Có         | Có    | Có     | Có    | Có     | Không   | Không    | Có       | Có        | Không   |
| Paraguay                               | Có | Có       | Có      | Có       | Có    | Không | Không  | Không   | Có      | Có    | Có         | Có    | Có     | Có    | Có     | Không   | Không    | Có       | Có        | Không   |
| Peru                                   | —  | —        | —       | —        | —     | —     | —      | —       | —       | —     | —          | —     | —      | —     | —      | —       | —        | —        | —         | —       |
| Saint Kitts và Nevis                   | Có | Có       | Có      | Có       | Có    | Không | Không  | Không   | Có      | Có    | Có         | Có    | Có     | Có    | Có     | Không   | Không    | Có       | Có        | Có      |
| Saint Lucia                            | Có | Không    | Có      | Có       | Có    | Không | Có     | Không   | Không   | Có    | Không      | Có    | Có     | Không | Có     | Không   | Có       | Có       | Có        | Không   |
| Saint Vincent và Grenadines            | Có | —        | —       | —        | —     | —     | —      | —       | —       | Có    | Có         | —     | Có     | —     | —      | —       | —        | —        | —         | Không   |
| Samoa                                  | Có | —        | —       | —        | —     | —     | —      | —       | —       | Có    | Có         | —     | Có     | —     | —      | —       | —        | —        | —         | Không   |
| San Marino                             | Có | —        | —       | —        | —     | —     | —      | —       | —       | Có    | Có         | —     | Có     | —     | —      | —       | —        | —        | —         | Không   |
| Serbia                                 | Có | —        | —       | —        | —     | —     | —      | —       | —       | Có    | Có         | —     | Có     | —     | —      | —       | —        | —        | —         | Không   |
| Seychelles                             | Có | —        | —       | —        | —     | —     | —      | —       | —       | Có    | Có         | —     | Có     | —     | —      | —       | —        | —        | —         | Không   |
| Singapore                              | Có | Không    | Có      | Có       | Có    | Không | Có     | Không   | Không   | Có    | Không      | Có    | Có     | Không | Có     | Không   | Có       | Có       | Có        | Không   |
| Quần đảo Solomon                       | —  | —        | —       | —        | —     | —     | —      | —       | —       | —     | —          | —     | —      | —     | —      | —       | —        | —        | —         | —       |
| Hàn Quốc                               | Có | Có       | Có      | Có       | Không | Có    | Không  | Không   | Có      | Có    | Có         | Có    | Có     | Có    | Có     | Không   | Không    | Có       | Có        | Không   |
| Đài Loan                               | Có | —        | —       | —        | —     | —     | —      | —       | —       | Có    | Có         | —     | Có     | —     | —      | —       | —        | —        | —         | Không   |
| Tonga                                  | Có | —        | —       | —        | —     | —     | —      | —       | —       | Có    | Có         | —     | Có     | —     | —      | —       | —        | —        | —         | Không   |
| Trinidad và Tobago                     | Có | —        | —       | —        | —     | —     | —      | —       | —       | Có    | Có         | —     | Có     | —     | —      | —       | —        | —        | —         | Không   |
| Tuvalu                                 | —  | —        | —       | —        | —     | —     | —      | —       | —       | —     | —          | —     | —      | —     | —      | —       | —        | —        | —         | —       |
| Ukraina                                | —  | —        | —       | —        | —     | —     | —      | —       | —       | —     | —          | —     | —      | —     | Có     | —       | —        | —        | —         | —       |
| Các Tiểu vương quốc Ả Rập Thống nhất   | Có | —        | —       | —        | —     | —     | —      | —       | —       | Có    | Có         | —     | Có     | —     | —      | —       | —        | —        | —         | Không   |
| Hoa Kỳ                                 | Có | —        | —       | —        | —     | —     | —      | —       | —       | Có    | Có         | —     | Có     | —     | —      | —       | —        | —        | —         | Không   |
| Uruguay                                | Có | Có       | Có      | Có       | Không | Có    | Không  | Không   | Có      | Có    | Có         | Có    | Có     | Có    | Có     | Có      | Không    | Có       | Có        | Không   |
| Vanuatu                                | Có | Có       | Có      | Có       | Có    | Không | Không  | Không   | Có      | Có    | Có         | Có    | Có     | Có    | Có     | Không   | Không    | Có       | Có        | Không   |
| Thành Vatican                          | Có | Có       | Có      | Có       | Có    | Không | Không  | Không   | Có      | Có    | Có         | Có    | Có     | Có    | Có     | Không   | Không    | Có       | Có        | Có      |
| Venezuela                              | Có | Có       | Có      | Có       | Không | Không | Không  | Không   | Có      | Có    | Có         | Có    | Có     | Có    | Có     | Không   | Không    | Có       | Có        | Không   |
| Công dân Anh mà không phải công dân EU | Có | —        | —       | —        | —     | —     | —      | —       | —       | Có    | Có         | —     | Có     | —     | —      | —       | —        | —        | —         | Không   |
| Quốc tịch                              | Bỉ | Bulgaria | Croatia | Đan Mạch | Pháp  | Đức   | Hy Lạp | Hungary | Iceland | Litva | Luxembourg | Malta | Hà Lan | Na Uy | Ba Lan | România | Slovakia | Slovenia | Thụy Điển | Thụy Sĩ |

## Có hiệu lực đối với các quốc gia khác
Thị thực Schengen còn hiệu lực được chấp nhận làm thị thực thay thế cho thị thực của các quốc gia sau:
- Albania — 90 ngày; phải có thị thực C nhập cảnh nhiều lần hoặc thị thực D đã được sử dụng để vào Khối Schengen ít nhất một lần.
- Andorra — phải có thị thực nhập cảnh nhiều lần,
- Antigua và Barbuda — 30 ngày; phí 100 đô la Mỹ.
- Belarus — 5 ngày; chỉ cho công dân Trung Quốc, Gambia, Haiti, Honduras, Ấn Độ, Lebanon, Namibia, Samoa và Việt Nam.
- Bosna và Hercegovina — 15 ngày; phải sở hữu thị thực nhập cảnh nhiều lần.[103]
- Colombia — 90 ngày;
- Cyprus — 90 ngày; phải có thị thực C nhập cảnh hai hoặc nhiều lần và có hiệu lực trong khoảng thời gian ở lại.
- Dominican Republic — 90 ngày;
- El Salvador — 90 ngày; không áp dụng đối với tất cả các quốc tịch.
- Georgia — 90 ngày trong bất cứ quãng thời gian 180 ngày nào;
- Gibraltar — 21 ngày; không áp dụng đối với tất cả các quốc tịch.
- Guatemala — 90 ngày; không áp dụng đối với tất cả các quốc tịch.
- Honduras — 90 ngày; không áp dụng đối với tất cả các quốc tịch.
- Jamaica — 30 ngày; không áp dụng đối với tất cả các quốc tịch.
- Macedonia — 15 ngày; phải có thị thực C có hiệu lực nhiều hơn ít nhất 5 ngày sau quãng thời gian ở lại đây và phải là thị thực nhập cảnh khối Schengen nhiều lần.
- Mexico — 180 ngày;[104]
- Montenegro — 30 ngày;
- Nicaragua — 90 ngày; không áp dụng đối với tất cả các quốc tịch.
- Philippines — 7 ngày; chỉ đối với công dân Trung Quốc và Ấn Độ.
- Sao Tome và Principe — 15 ngày;
- Serbia — 90 ngày;
- Thổ Nhĩ Kỳ — một số quốc tịch có thể xin thị thực điện tử Thổ Nhĩ Kỳ nếu sở hữu thị thực Schengen còn hiệu lực.